# Vulcano di fango
(Guy de Maupassant,Viaggio in Sicilia)

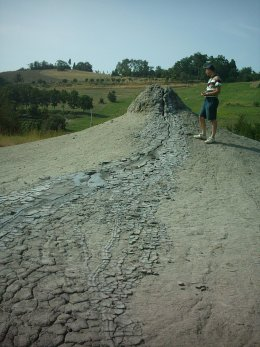
Un vulcanetto di fango nella Riserva Naturale Salse di Nirano.

Un vulcano di fango è una piccola collina, alta da pochi decimetri a parecchi metri, che erutta argilla, rammollita dall'acqua, unita a sostanze saline come acque salso-bromo-iodiche, ed anche metano e idrocarburi (bitume).
In Italia il vulcano di fango è presente in due forme: la maccaluba o macaluba in siciliano; la salinella o salsa. Le cause geologiche che li originano sono dissimili, ma morfologicamente si presentano in modo simile.
La genesi dei fanghi è da attribuire alla risalita di acqua e gas sotto pressione attraverso discontinuità strutturali in formazioni argillose o attraverso vere e proprie faglie.
Quando i vulcani di fango si trovano presso un vulcano di lava, in generale emettono anidride carbonica (CO2) proveniente dalla camera magmatica del vulcano stesso.
La loro formazione, in genere, non è legata ad un'attività vulcanica secondaria, ma ad un particolare fenomeno che per somiglianza viene definito vulcanesimo sedimentario; le salinelle di Paternò e di Belpasso, in provincia di Catania, fanno eccezione perché sono legate a veri fenomeni vulcanici.
Nel mondo sono un fenomeno relativamente comune, infatti, si contano circa 1.100 vulcani di fango ed è stato stimato che ne possano esistere oltre 10.000 casi su scarpate continentali e piani abissali. Si pensa che siano anche presenti sul pianeta Marte.
Nei pressi dei vulcani di fango la terra è generalmente sterile ma in molti casi si rinvengono delle specie vegetali alofite.

## Tipi
- Grifone: a forma di cono dai fianchi scoscesi, con altezza inferiore a 3 metri, che emette fango (maccaluba in siciliano)
- Cono di fango: cono con un'altezza massima di 10 metri, che emette fango e frammenti di roccia (non presenti in Italia)
- Cono di scorie: cono formato da riscaldamento di depositi di fango durante gli incendi (non presenti in Italia)
- Salse: piscine ad acqua dominante, con infiltrazioni di gas (barboj in Emilia)
- Sorgente: dominati dalla presenza prevalente di acqua con altezza inferiore a 0,5 metri
- Scudo di fango

### Aspetti geologici

#### Maccalube

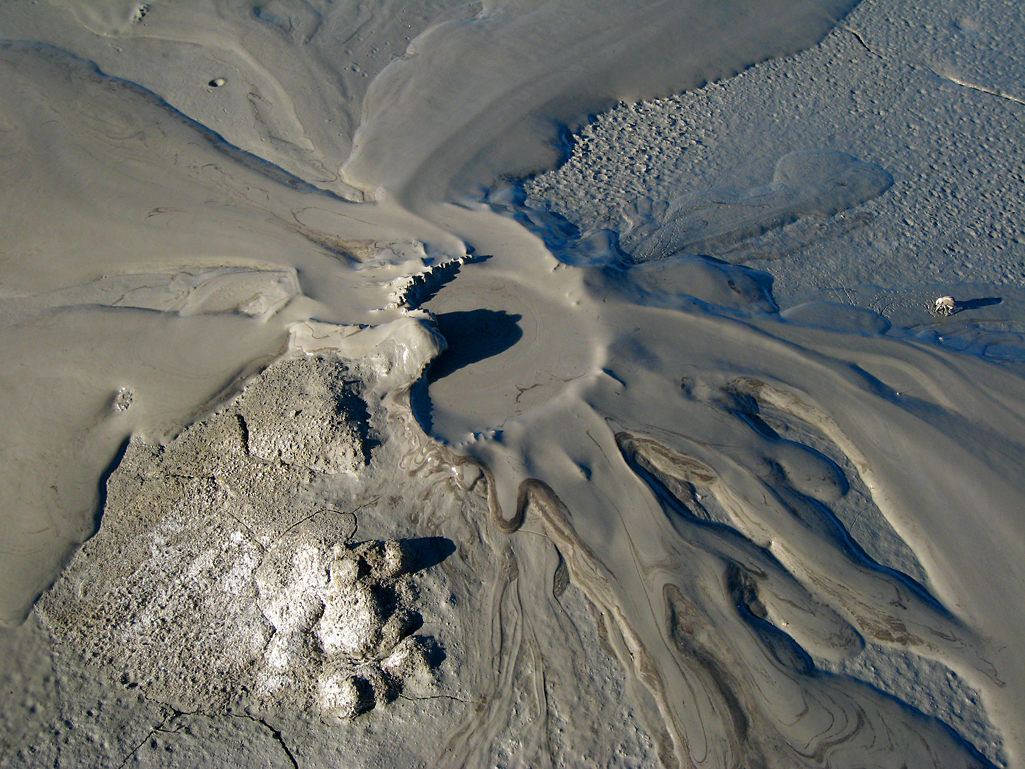
Dettaglio di vulcanello di fango.

I vulcanelli sono il frutto di un raro fenomeno geologico definito vulcanesimo sedimentario.
Il fenomeno è legato alla presenza di terreni argillosi poco consistenti, intercalati da livelli di acqua salmastra, che sovrastano bolle di gas metano sottoposto ad una certa pressione.
Il gas, attraverso discontinuità del terreno, affiora in superficie trascinando con sé sedimenti argillosi ed acqua che danno luogo ad un cono di fango, la cui sommità è del tutto simile ad un cratere vulcanico. Il fenomeno assume talora carattere esplosivo, con espulsione di materiale argilloso misto a gas ed acqua scagliato a notevole altezza.
Le maccalube sono importanti emissioni di gas naturale che si originano in seguito a diapirismo, processo fisico che porta in superficie fluidi, gas ed acqua oltre a materiale sedimentario non consolidato. La migrazione del gas e del fango segue linee di risalita attraverso strutture geologiche strutturalmente più deboli. L'innesco della risalita ha origine nell'effetto combinato della spinta di galleggiamento dei sedimenti sepolti e della pressione interstiziale dei fluidi degli stessi sedimenti. La spinta di galleggiamento è legata alla quantità di gas prodotti dalla sostanza organica in essi dispersa, che non ha avuto altra via di fuga, rimanendo intrappolata in materiale a densità superiore sovrastante.
Processi tettonici fanno aumentare la pressione interstiziale fino al superamento della pressione di intrappolamento (litostatica). A seguito di ciò il materiale sepolto non consolidato risale fino alla superficie, dando origine a vere e proprie fontane di fango o maccalube.
Nel caso delle maccalube di Terrapelata prevale la componente gassosa, con oltre il 95% di metano venendo meno la presenza, se non in quantità trascurabili, dell'acqua salmastra e di fango.
L'11 agosto 2008 a Terrapelata, nei pressi del Villaggio Santa Barbara, frazione del comune di Caltanissetta, è avvenuto un fenomeno eruttivo molto ben documentato, con fenomeni di tipo parossistico, con emissione di grandi quantità di materiale sedimentario di natura prevalentemente argillosa. Il luogo di emissione dei fluidi ha coinciso con una zona periferica (corona) di un movimento franoso; il fenomeno parossistico è spiegato dalla relazione esistente fra due fenomeni geologici: vulcanismo o vulcanesimo sedimentario ed il fenomeno di cedimento del versante.

#### Salinelle
Nelle Salinelle dei Cappuccini, la via di risalita del fango sarebbe stata individuata in un condotto magmatico, lo stesso che ha portato in superficie le lave che costituiscono oggi la collinetta ove esse ricadono. Una perforazione eseguita nel 1958 nell'area delle salinelle per la ricerca di idrocarburi, ha mostrato una stratigrafia costituita da lave bollose ricche di pirite, fino alla profondità di 400 metri. Dato l'esiguo spessore delle colate laviche affioranti nella zona, non può che trattarsi quindi di un condotto magmatico probabilmente coevo a quello che ha dato origine alla collina storica di Paternò, le cui datazioni assolute indicano una età di circa 200.000 anni.
Lo studio geochimico comparativo fra le acque delle salinelle e quelle di falda farebbe ritenere le prime delle acque fossili, verosimilmente contenute nelle sottostanti formazioni mioceniche. Si osservano infatti, contenuti in cloro ed alcali superiori a quelli presenti nelle acque marine, mentre i solfati, caratteristici delle acque di falda, sono quasi del tutto assenti. L'analisi dei rapporti caratteristici di alcuni elementi e di quelli presenti in tracce portano alla medesima conclusione.
La temperatura delle acque fangose emesse varia fra 16 e 18 °C e solo in alcune fasi parossistiche (1866, 1879 e 1954) sono state registrate temperature comprese fra 46 e 49 °C. In quelle occasioni sono state osservate colonne di acqua fangosa alte fino a 1,5 m.
Dagli studi effettuati dal secolo scorso ad oggi è spesso emersa una stretta correlazione tra alcuni eventi sismici della Sicilia orientale, le fasi parossistiche delle "Salinelle" e la variazione anomala della concentrazione dei principali gas emessi. In particolare sono state registrate delle variazioni anomale nell'emissione di elio, tipico precursore geochimico dei terremoti, e di metano in occasione del terremoto di Carlentini del 13 dicembre 1990 (epicentro distante 50 km, magnitudo 5,1).
A partire dal 1999 è stata osservata un'intensa attività eruttiva che ha quasi sempre preceduto, di qualche mese, le eruzioni vulcaniche dell'Etna (1999, 2001, 2002, 2004 e 2006). In queste occasioni sono stati eruttati notevoli quantità di fango caldo (30-40 °C), che hanno creato, nell'estate 2006, ingenti danni ai vicini agrumeti.

## Distribuzione dei vulcani di fango

### Europa
In Europa questo fenomeno geologico è generalmente poco presente, però se ne trovano diversi sulla penisola di Kerč' in Crimea, sulla penisola di Taman' in Russia, nonché in Italia e in Romania.

#### Italia

##### Emilia-Romagna
In Emilia-Romagna fenomeni simili sono chiamati salse, bollitori, vulcanetti di fango o barboj (borbottio). Nella regione questi fenomeni geologici sono presenti a Nirano, a Sud di Modena, ed a Regnano, vicino a Viano (RE).
Sono importanti i vulcani di fango che si trovano nella riserva naturale Salse di Nirano, a sud di Modena. Questi vulcani di fango sono allineati lungo l'Appennino settentrionale e sono collegati a strutture profonde, attraverso faglie geologiche remote (thrust). Alcuni vulcani di fango in Emilia emettono elio.
Nella provincia di Reggio Emilia sono presenti due siti caratterizzati da emissioni di acqua e gas che, mescolati con l'argilla tipica di questi versanti appenninici, genera i vulcanetti di fango. Il sito più importante è quello di Regnano caratterizzato da un'attività più importante e concentrata rispetto al secondo, quello di Casola di Querciola, in cui le emissioni sono più rade ma distribuite su un numero maggiore di bocche eruttive. Il fango assume in certi casi un colore scuro, perché mescolato ad emissioni di idrocarburi (petrolio) presenti in piccoli giacimenti in esaurimento, intrappolati tra gli strati impermeabili di argilla in seguito a movimenti tettonici.

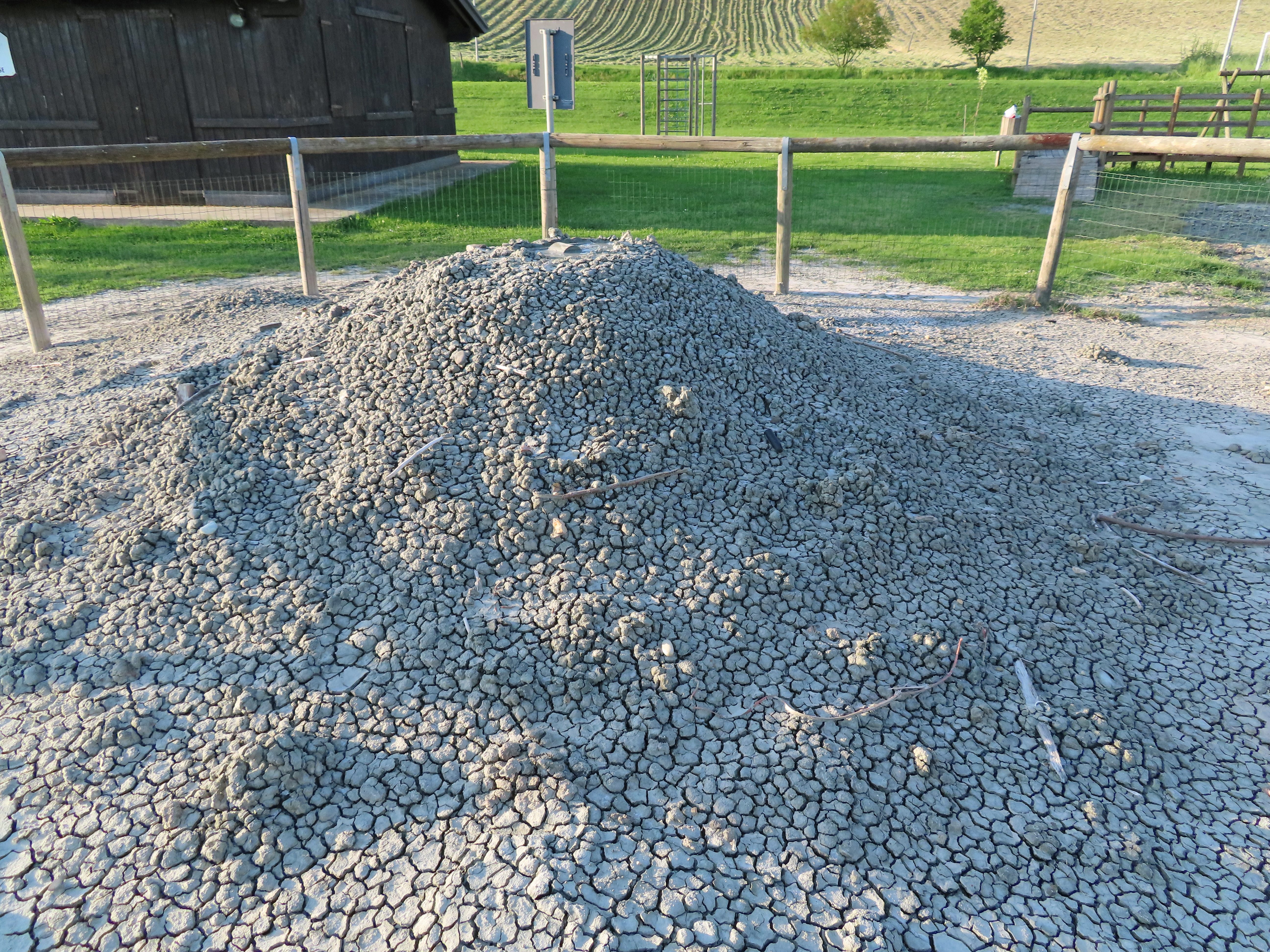
Uno dei vulcanelli nel parco dei Barboj di Rivalta

Queste manifestazioni eruttive si manifestano anche per circa un ettaro in località Ca' il Salso (presso Rivalta, frazione di Lesignano de' Bagni), a 320 m s.l.m.; con tre centri noti di eruzione, il più grande dei quali è ai lati della strada comunale che porta a Rivalta.
Essendo quest'area oggetto di fenomeni di antropizzazione, c'è un'ipotesi di un progetto di creazione di un'area di riserva naturale di tipo geologico, in modo tale che sottraendo questi terreni all'uso agricolo si potrebbe favorire, nel tempo, la nascita di nuovi vulcanelli qui chiamati barboj.

##### Marche
Nei comuni di Montegiorgio (con il nome di Sdrao), Falerone, Montappone, Monteleone di Fermo, Rotella, Offida e Santa Vittoria in Matenano.

##### Abruzzo
Nel comune di Pineto, con il nome di Cenerone Vulcanello, e nel comune di Frisa.

##### Lazio
Vicino all'aeroporto internazionale Leonardo Da Vinci a Fiumicino, sono spuntati due vulcanetti di fango, il primo in data 24 agosto, il secondo in data 9 settembre 2013. I vulcanetti si trovano all'interno di una rotatoria in via coccia di morto alla periferia di Fiumicino. Entrambi i vulcanetti sono in attività.

##### Campania
Nell'entroterra della Campania, precisamente nella valle del Miscano, vi sono i vulcani di fango più estesi dell'Appennino meridionale, le cosiddette bolle della Malvizza.

##### Puglia
È presente un vulcano di fango vicino Gravina in Puglia.

##### Basilicata
Vi si trovano alcuni piccoli vulcanetti di fango: le bòfete di Cancellara, poco attivi. Nelle campagne presso Matera vi è qualche vulcano di fango di nuova formazione.

##### Calabria
In località San Sisto a Montalto Uffugo in provincia di Cosenza in Calabria, se ne conoscono alcuni che però sono da circa 30 anni inattivi.

##### Sicilia

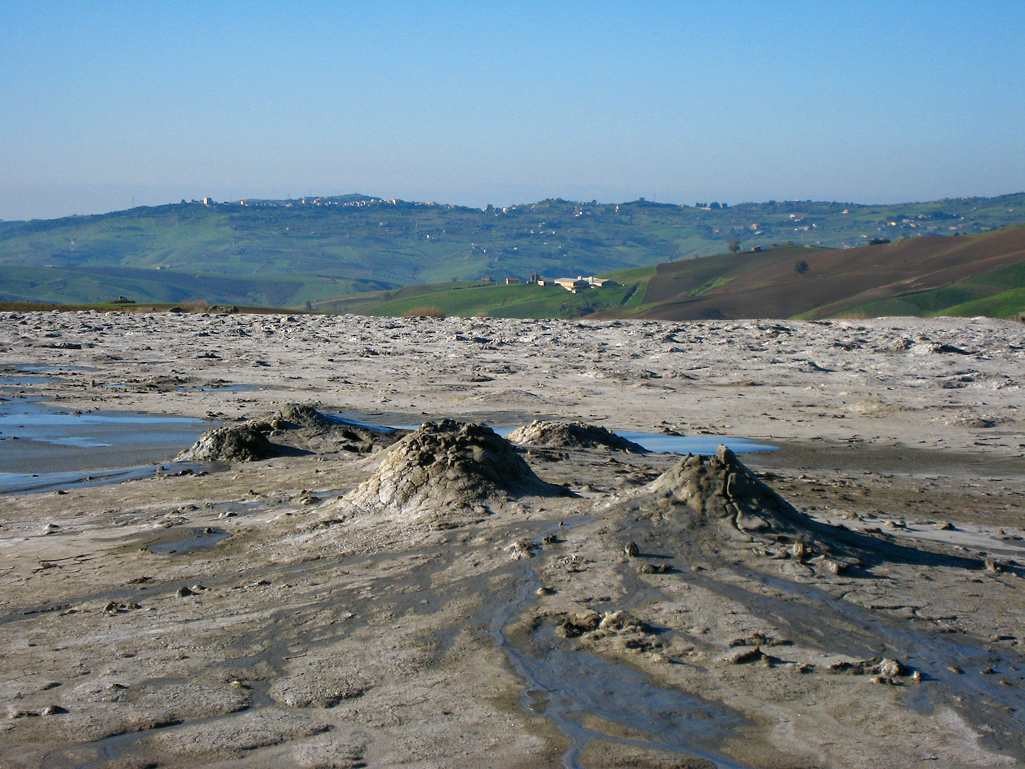
Le maccalube di Aragona.

In provincia di Agrigento vi è la Riserva naturale integrale Macalube di Aragona: si tratta di una riserva naturale regionale della Sicilia, situata 4 km a sud-ovest di Aragona e 15 km a nord di Agrigento, che comprende un vasto territorio argilloso caratterizzato dalla presenza di fenomeni eruttivi: le maccalube, appunto.
In provincia di Caltanissetta, nel comune di Caltanissetta, si trovano le maccalube di contrada Terrapelata, territorio che proprio da esse prende il nome (terra pelata o brulla). La zona interessata da questo fenomeno di vulcanismo di tipo sedimentario, si trova nelle immediate vicinanze della Riserva naturale orientata Monte Capodarso e Valle dell'Imera Meridionale proprio in mezzo alle famose miniere di zolfo di Caltanissetta.
In provincia di Catania il fenomeno prende il nome di salinelle; i vulcani di fango etnei sono dovuti a degassamento di origine magmatico, la cui via di risalita sarebbe costituita da antichi condotti magmatici. A Paternò sono presenti le salinelle dei Cappuccini (o dello Stadio) e le salinelle del Fiume. A Belpasso vi sono le salinelle di San Biagio (o del Vallone Salato).
In provincia di Enna si trovano le maccalube di Floristella nel lato settentrionale del parco minerario di Floristella-Grottacalda.
Un caso a parte è rappresentato dalla Mofeta dei Palici legata ai fenomeni di vulcanismo secondario dell'area iblea.

#### Romania
Vulcani di fango piuttosto noti sono i vulcani di fango di Buzău vicini a Berca nel distretto di Buzău in Romania, vicino ai monti Carpazi.

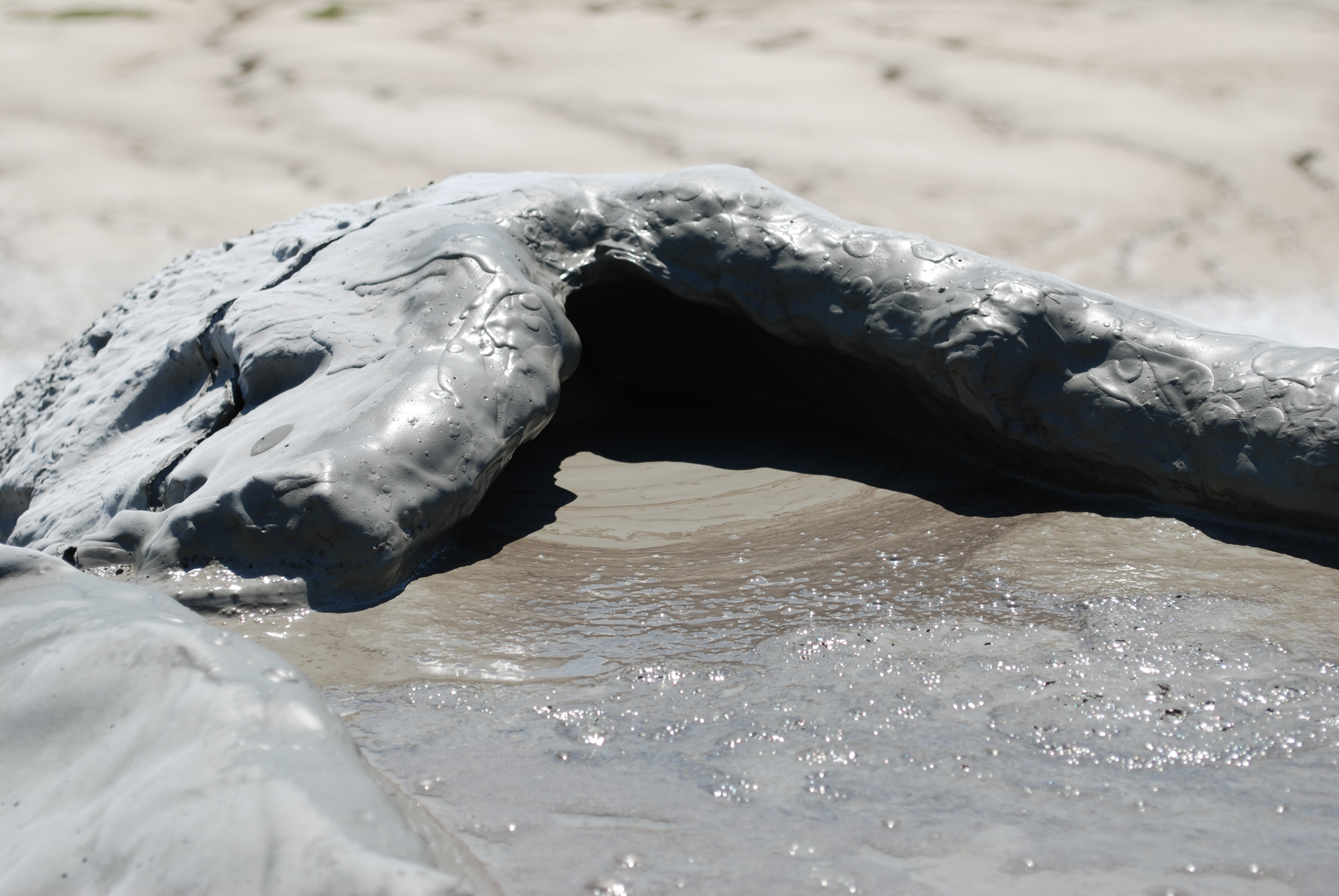
Vulcano di fango a Berca
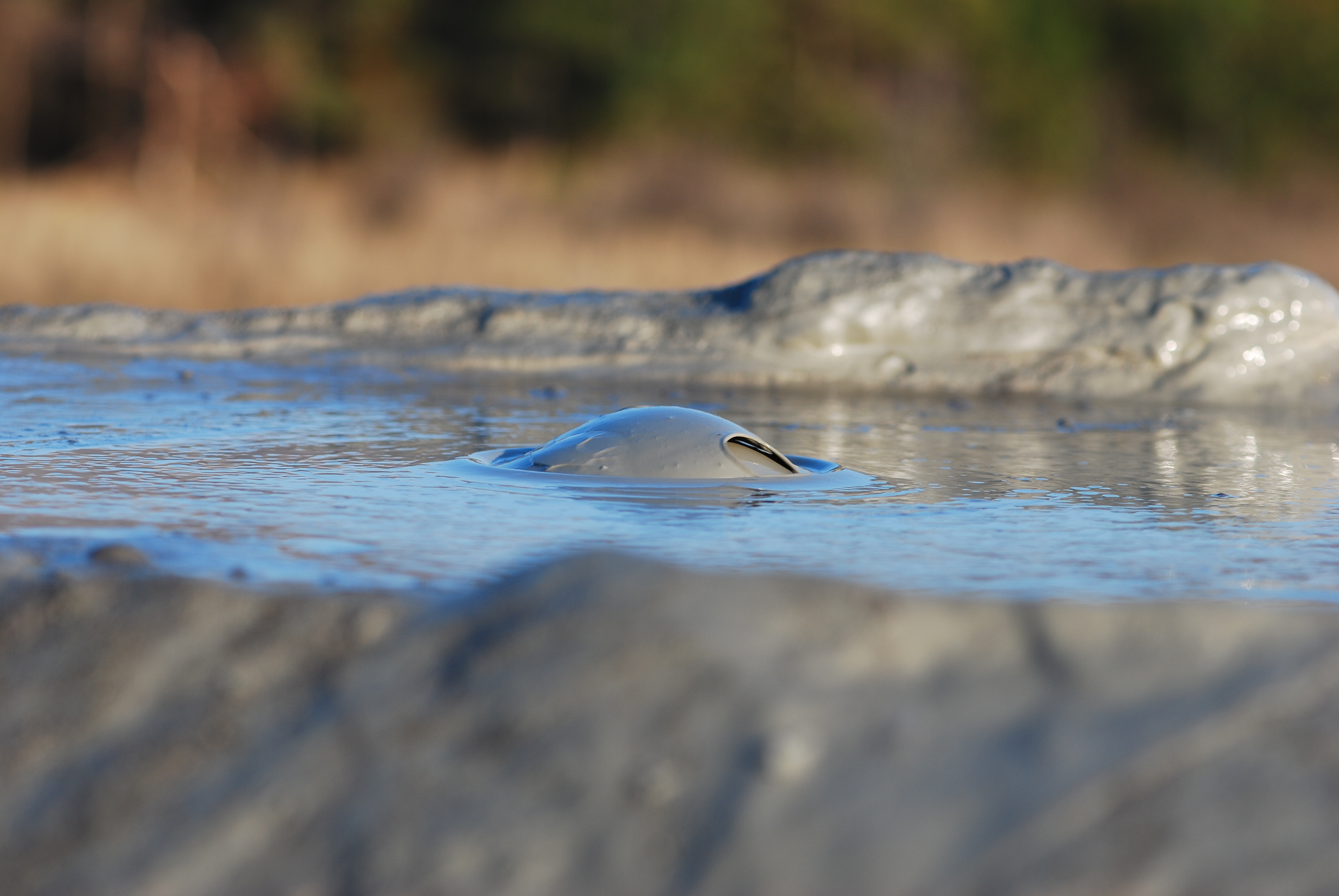
Vulcano di fango a Berca
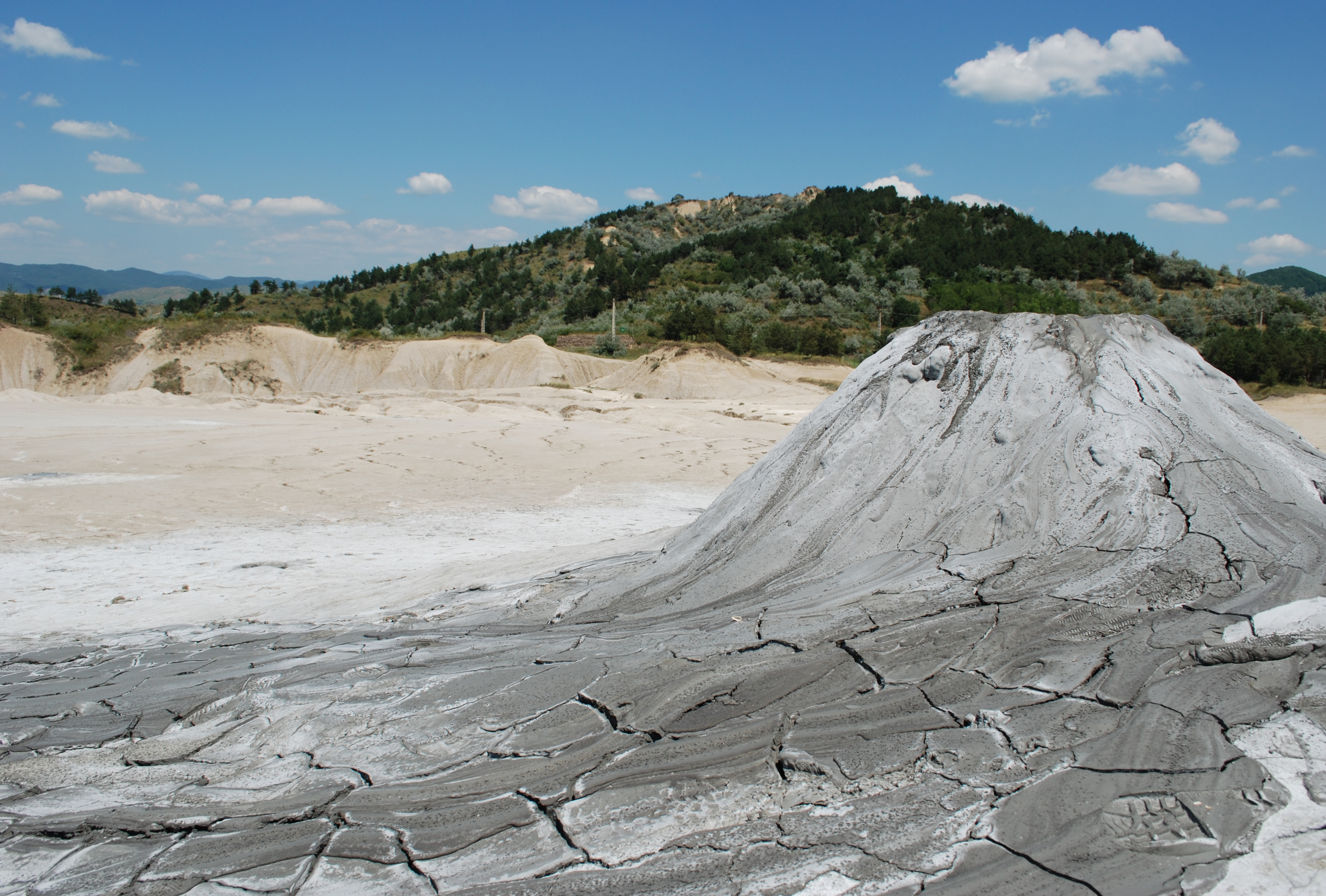
Vulcano di fango a Berca
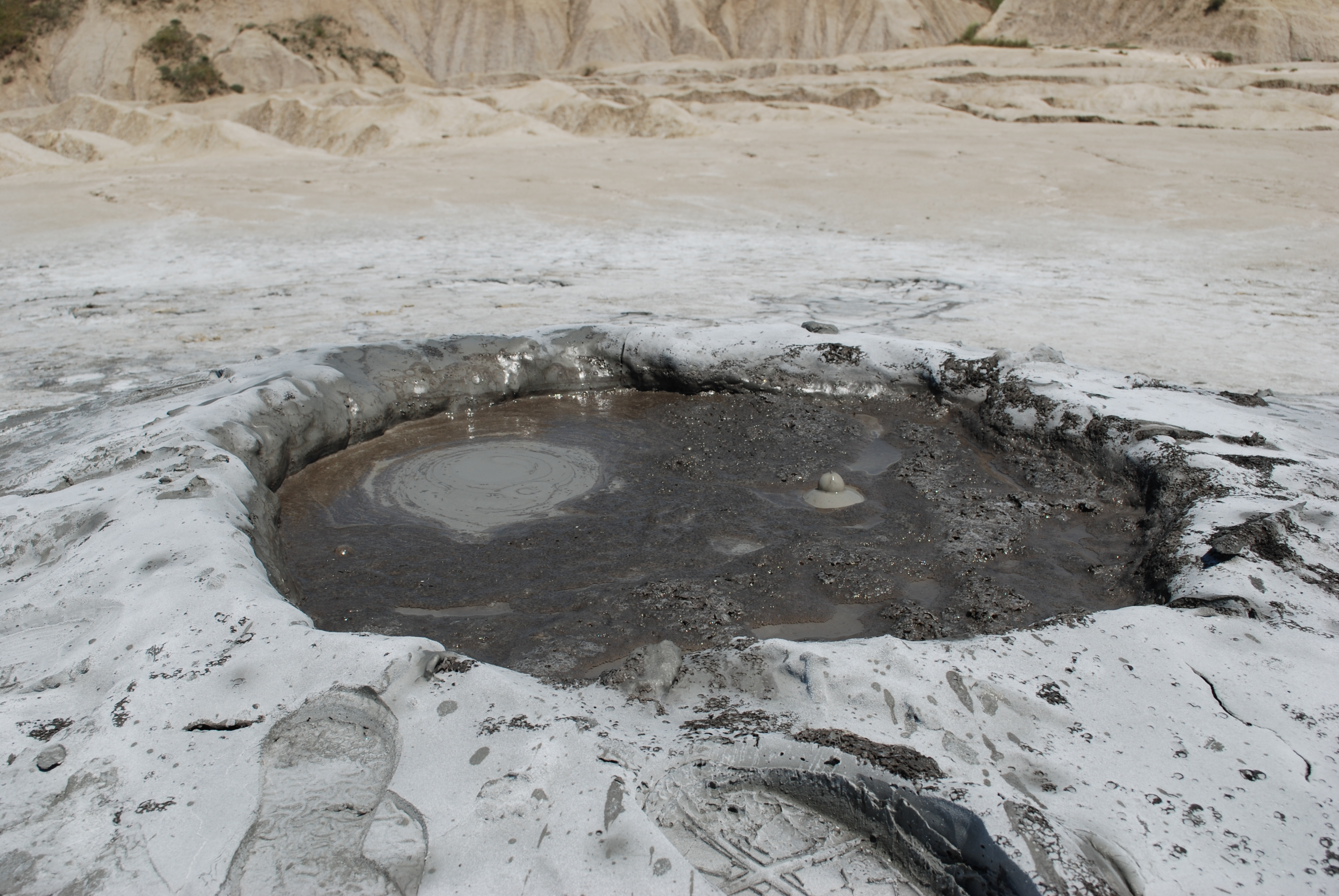
Vulcano di fango a Berca

### Asia

#### Indonesia (Lusi)
Il 29 maggio del 2006, a Sidoarjo nel sottodistretto di Porong della provincia di East Java, in Indonesia, si è verificata una colata di fango che ha invaso circa 440 ettari e inondato quattro villaggi, case, strade, campi di riso e fabbriche, costringendo ad allontanarsi circa 24.000 persone e uccidendone 14. Le cause possono essere state o un terremoto o una trivellazione del terreno da parte di una società petrolifera.
La società di esplorazione del gas in questione era gestita da PT Lapindo Brantas e il terremoto che potrebbe avere innescato il vulcano di fango è stato il terremoto di Giacarta del 27 maggio 2006. Questo è ritenuto il più grande vulcano di fango del mondo; esso, inoltre, sta iniziando a mostrare segni di collasso catastrofico, secondo i geologi che hanno monitorato e la zona circostante. Il collasso catastrofico con conseguente abbassamento (subsidenza) del terreno, potrebbe coinvolgere la zona circostante fino a 150 metri di abbassamento nel prossimo decennio.

#### Azerbaigian
L'Azerbaigian, con la sua costa del Mar Caspio, è la patria mondiale dei vulcani di fango; con quasi 400 di numero, essi sono più della metà del totale di tutti i continenti. Caratteristici, sono a volte accompagnati da grandi eruzioni che producono fiamme alte anche fino a 150 metri. Nel 2001, un vulcano di fango a 15 km dalla capitale Baku ha fatto scalpore nel mondo quando improvvisamente ha iniziato ad espellere fiamme alte 15 metri. In Azerbaigian, le eruzioni sono generate da un serbatoio di fango profondo che è collegato alla superficie anche durante i periodi di stasi. Quando le infiltrazioni d'acqua fuoriescono, hanno temperature fino a 2 - 3 °C sopra la temperatura ambiente e ciò mostra la sua origine profonda.

#### Iran
Ci sono molti vulcani di fango in Iran: nella regione di Hormozgan, in quella di Sistan, nelle montagne del sud del Balucistan (Makran) e nella provincia di Golestan.

#### India

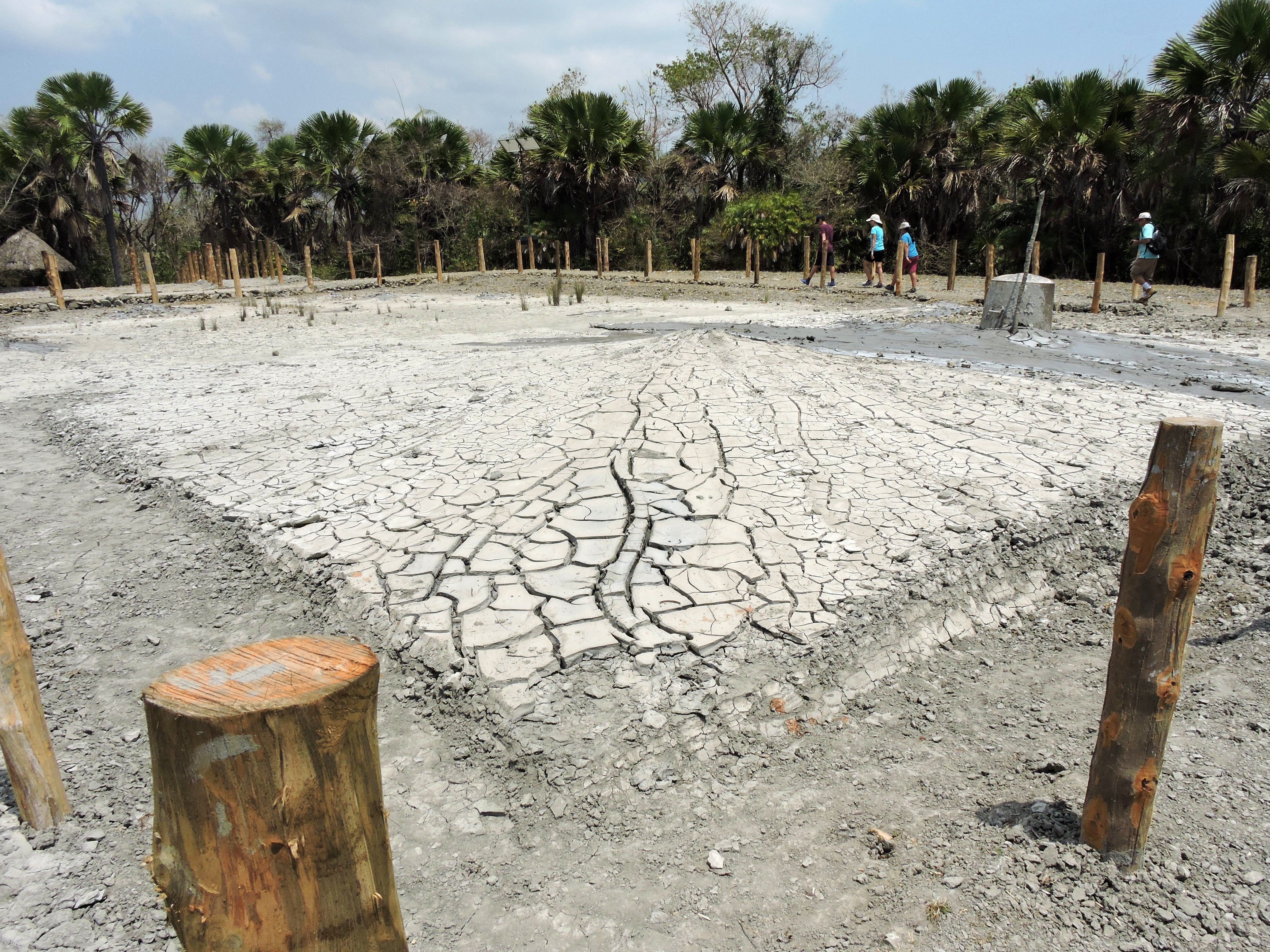
Vulcano di fango su Baratang

L'isola di Baratang, parte dell'arcipelago delle isole Andamane nell'Oceano Indiano, ha mostrato diversi siti di attività vulcanica di fango, inoltre si sono avuti eventi eruttivi nel 2003 e nel 2005.

#### Pakistan
In Pakistan ci sono più di 80 vulcani di fango attivi, tutti nella provincia del Beluchistan; ci sono una decina di località che hanno grappoli di vulcani di fango. Il vulcano più grande e più alto del mondo si trova nel Belucistan, Pakistan. A ovest, nel Gwadar District, i vulcani di fango sono molto piccoli e per lo più si trovano a sud di Jabal-e-Mehdi, verso Sur Bandar. Molti di più ne esistono a nord-est di Ormara. Il resto si trovano nel Distretto di Lasbela e sono sparsi a sud della Gorangatti su Koh Hinglaj a Koh Kuk, e nel nord del Miani Hor nella Valle Hangol. In questa regione, le altezze dei vulcani di fango sono comprese tra 243,8 e 472,4 m. Il più famoso è Chandaragup. Il più grande cratere si trova alle coordinate 25° 33'13.63 "N e 65° 44'09.66" E; ha un diametro di circa 137,16 metri. La maggior parte dei vulcani di fango in questa regione si trovano in zone raggiungibili con difficoltà. Vulcani di fango dormienti sono presenti in altre regioni e assomigliano a colonne di fango.

#### Filippine
Nel Parco nazionale delle Turtle Islands, nella provincia di Tawi-Tawi, nel sud-ovest delle Filippine al confine con la Malaysia, la presenza di vulcani di fango è ben evidente in tre delle isole, Lihiman, Gran Bakkungan e Isola Boan. La parte nord-orientale dell'isola di Lihiman è nota per avere il tipo più violento di estrusioni di fango mescolato con grossi pezzi di roccia, con la creazione di un ampio cratere di 20 metri sulla parte collinare dell'isola.
Tali emissioni di materiale vengono segnalate per essere accompagnate da lievi scosse di terremoto e frammenti dei materiali estrusi possono essere rintracciati anche in alto sugli alberi circostanti. Ai residenti locali è nota la presenza di vulcani di fango sottomarini al largo dell'isola.

#### Altre località asiatiche
- La Cina ha una serie di vulcani di fango nella provincia dello Sinkiang.
- Ci sono vulcani di fango sulla Costa di Arakan in Birmania.
- Due vulcani di fango attivi sono presenti nel sud di Taiwan, mentre sono molti quelli inattivi.
- Ci sono vulcani di fango sull'isola di Pulau Tiga, al largo della costa occidentale dello Stato malese di Sabah nel Borneo.
- Nel 1979 un incidente di perforazione off-shore nel Brunei, nel Borneo, ha provocato un vulcano di fango che ha impiegato quasi 30 anni per completare l'eruzione.

### Nord America
I vulcani di fango nel Nord America sono:
- Un campo di piccole dimensioni con vulcani di meno di due metri di altezza, è situato sulla costa della California Mendocino a Fort Bragg. L'argilla, a grana fine, è occasionalmente raccolta da ceramisti locali.[42]
- Vulcani di fango si trovano nel bacino del fiume Copper nei Monti Wrangell, Alaska, con emissioni gassose di CO2 e azoto; i vulcani di fango sono associati a processi magmatici.
- Un campo di dimensioni inferiori a 3 metri si trova nella zona di Salton Sea vicino alla città di Niland, in California. Le emissioni sono principalmente CO2.
- A Smooth Ridge un vulcano di fango si trova nel Monterey Canyon, in California.
- A Kaglulik vi è un vulcano di fango, sotto la superficie del mare di Beaufort, in prossimità del confine settentrionale tra l'Alaska e il Canada. Si ritiene che esistano giacimenti di petrolio nella zona.
- A Maquinnai c'è un vulcano di fango ad ovest dell'isola di Vancouver, nella British Columbia, in Canada.
- Ci sono molti vulcani di fango a Trinidad e Tobago nei Caraibi, nei pressi di riserve di petrolio a nel sud dell'isola di Trinidad. Il 15 agosto 2007, il vulcano di fango chiamato il Bouffle Moruga ha emesso gas metano, cosa che mostra segni di sicura attività. Altri vulcani di fango nell'isola tropicale che sono:
  - il vulcano di fango Devils Woodyard vicino a Hindustan
  - il vulcano di fango Moruga Bouffe vicino a Moruga
  - il vulcano di fango Piparo
  - il vulcano di fango Chatham è sottomarino e situato nel Canale di Colombo; questo vulcano di fango produce periodicamente un isolotto che ha una breve durata.

#### Vulcano di fango a Yellowstone
La denominazione di vulcano di fango a Yellowstone National Park (Yellowstone 's "Mud Volcano") non è corretta; sarebbe più accurato parlare di fumarole o meglio potrebbe essere considerato un campo idrotermale (cluster), piuttosto che un vero vulcano di fango.
Infatti, l'area geotermica attiva a Yellowstone presenta una camera magmatica in prossimità della superficie, ed i gas attivi sono principalmente vapore acqueo, biossido di carbonio e solfuro di idrogeno.

### Sud America

#### Venezuela
Nella parte orientale del Venezuela sono presenti alcuni vulcani di fango i quali, come a Trinidad, hanno un'origine conseguente a depositi di petrolio. I loro fanghi contengono, acqua, gas biogenici, una certa quantità di idrocarburi e una quantità importante di sale. Spesso le mucche che pascolano nella zona si raccolgono intorno a questi vulcani a leccare il fango secco che ha un alto contenuto di sale, utile nella loro dieta per produrre il latte.

#### Colombia
Il vulcano Totumo, è alto circa 15 m e può ospitare da 10 a 15 persone nel suo cratere; molti turisti e gente del luogo lo visitano per il fango ritenuto medicamentoso; il vulcano si trova accanto ad un lago.
Il più grande vulcano di fango della Colombia si trova a Nicocli, sulla costa ovest, a pochi metri dal mare; ha un diametro di circa 30 metri.

### Sistema solare
Migliaia di strutture riconducibili a passate emissioni di vulcani di fango sono state individuate sul pianeta Marte.

## Galleria d'immagini

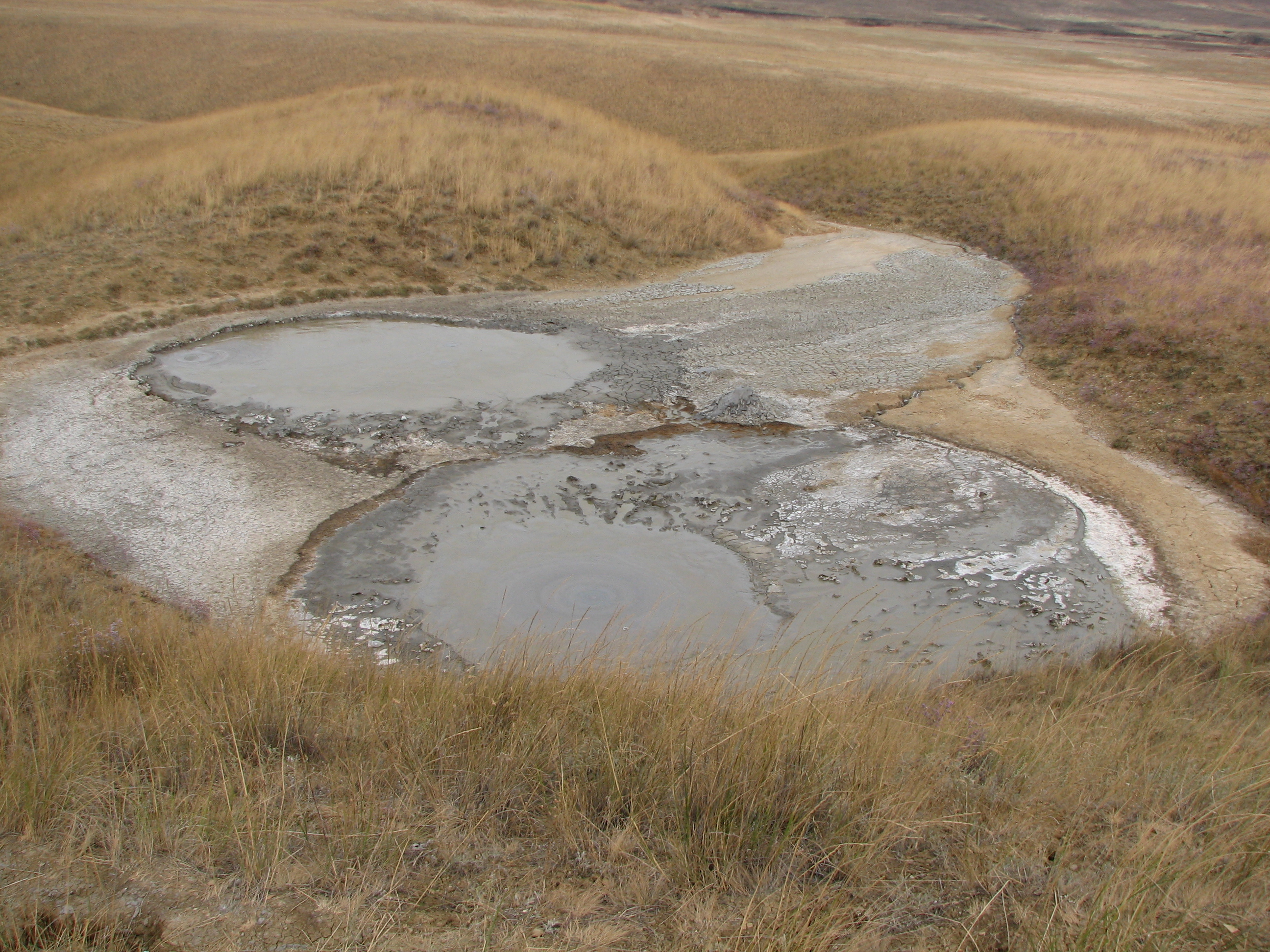
Due vulcani di fango a Stanica nella Penisola di Taman'
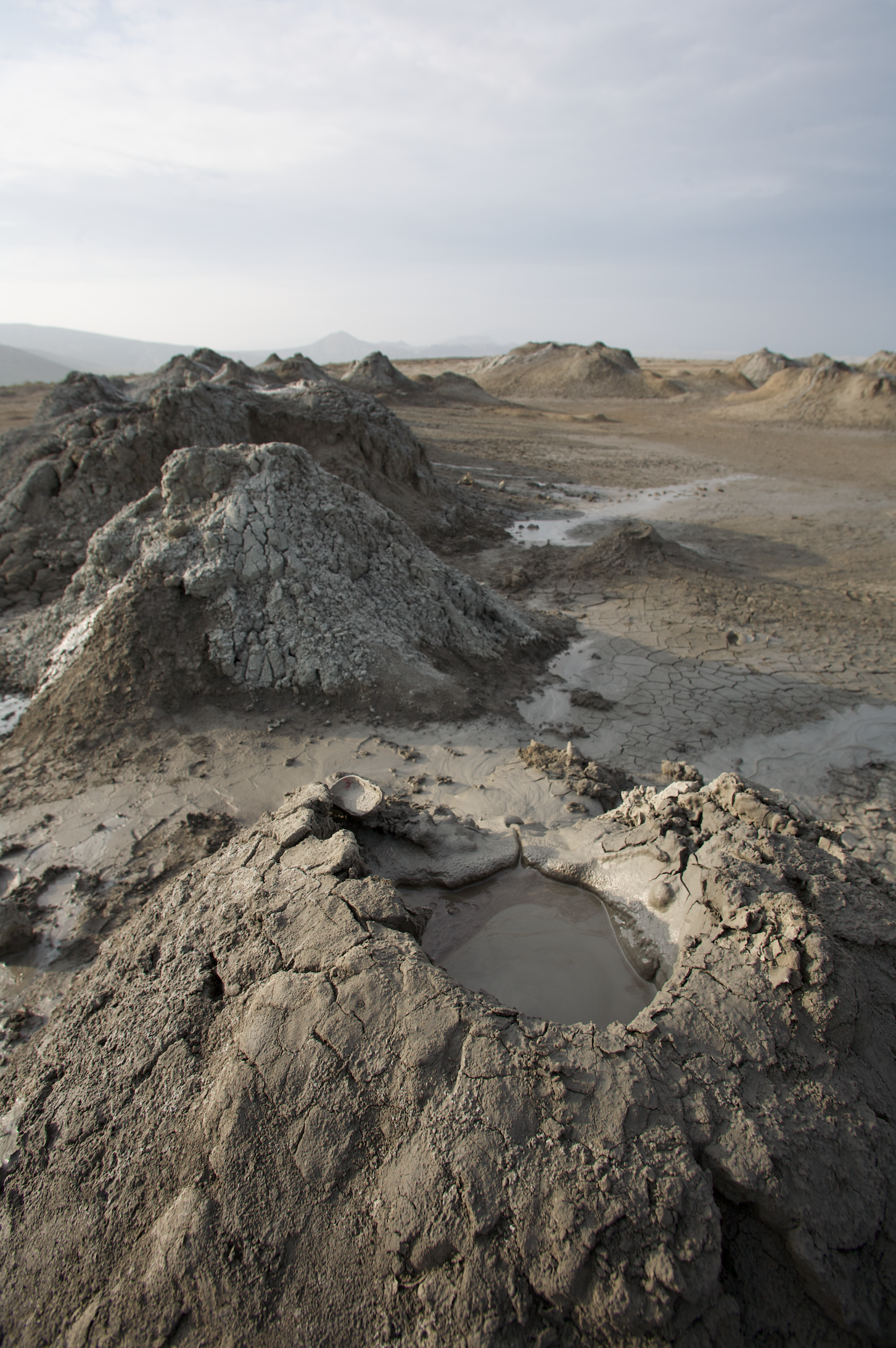
Vulcani di fango a Qobustan in Azerbaigian
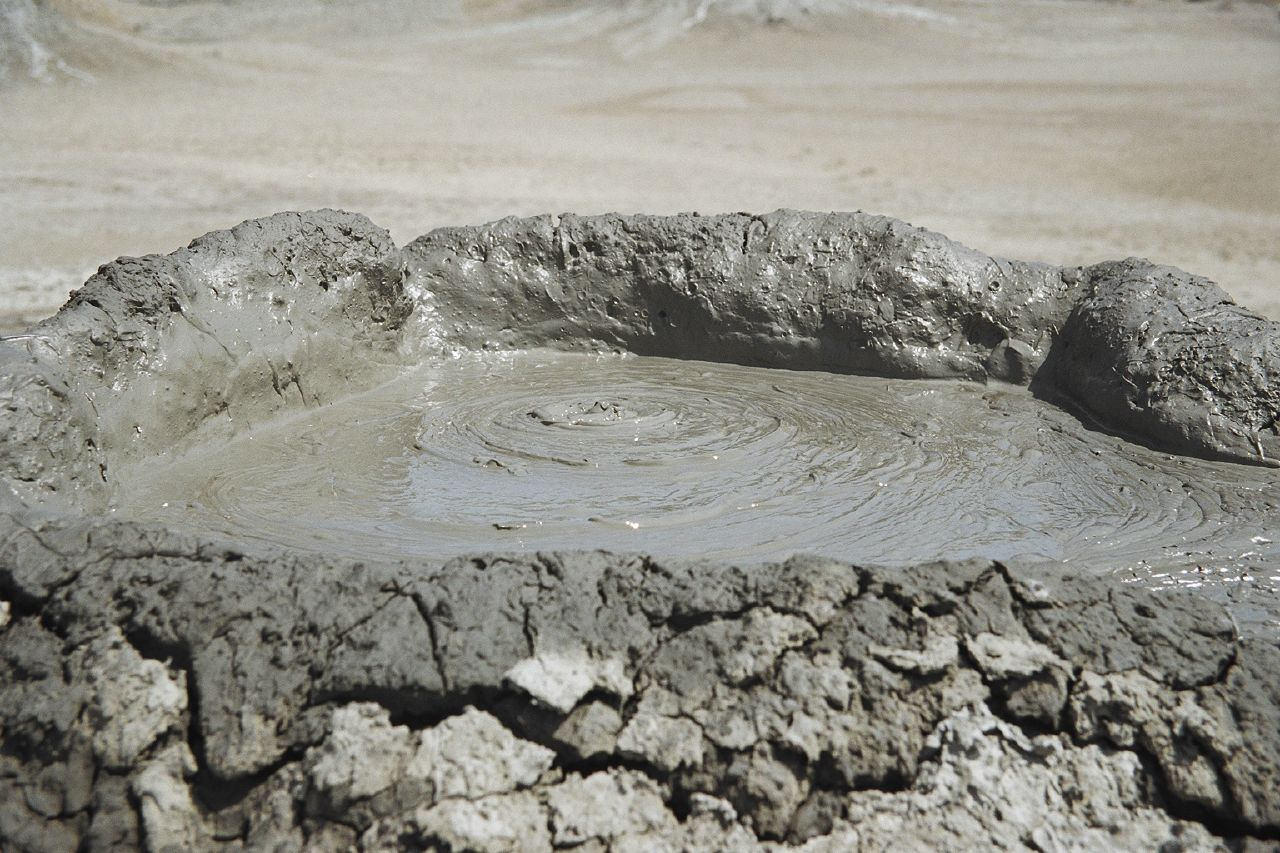
Vulcani di fango a Baku in Azerbaigian
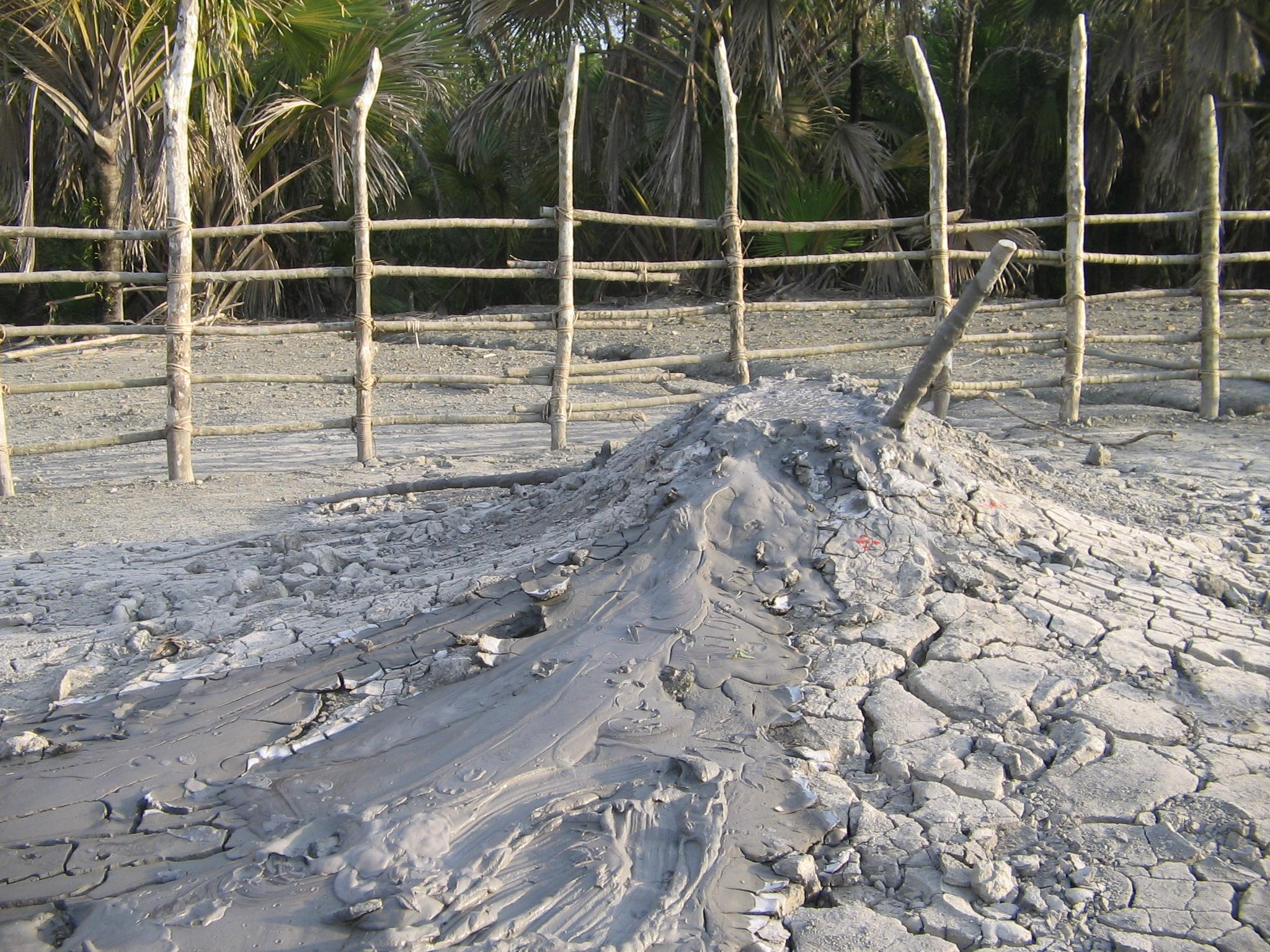
Vulcani di fango a Baratang, nelle Isole Andamane in India
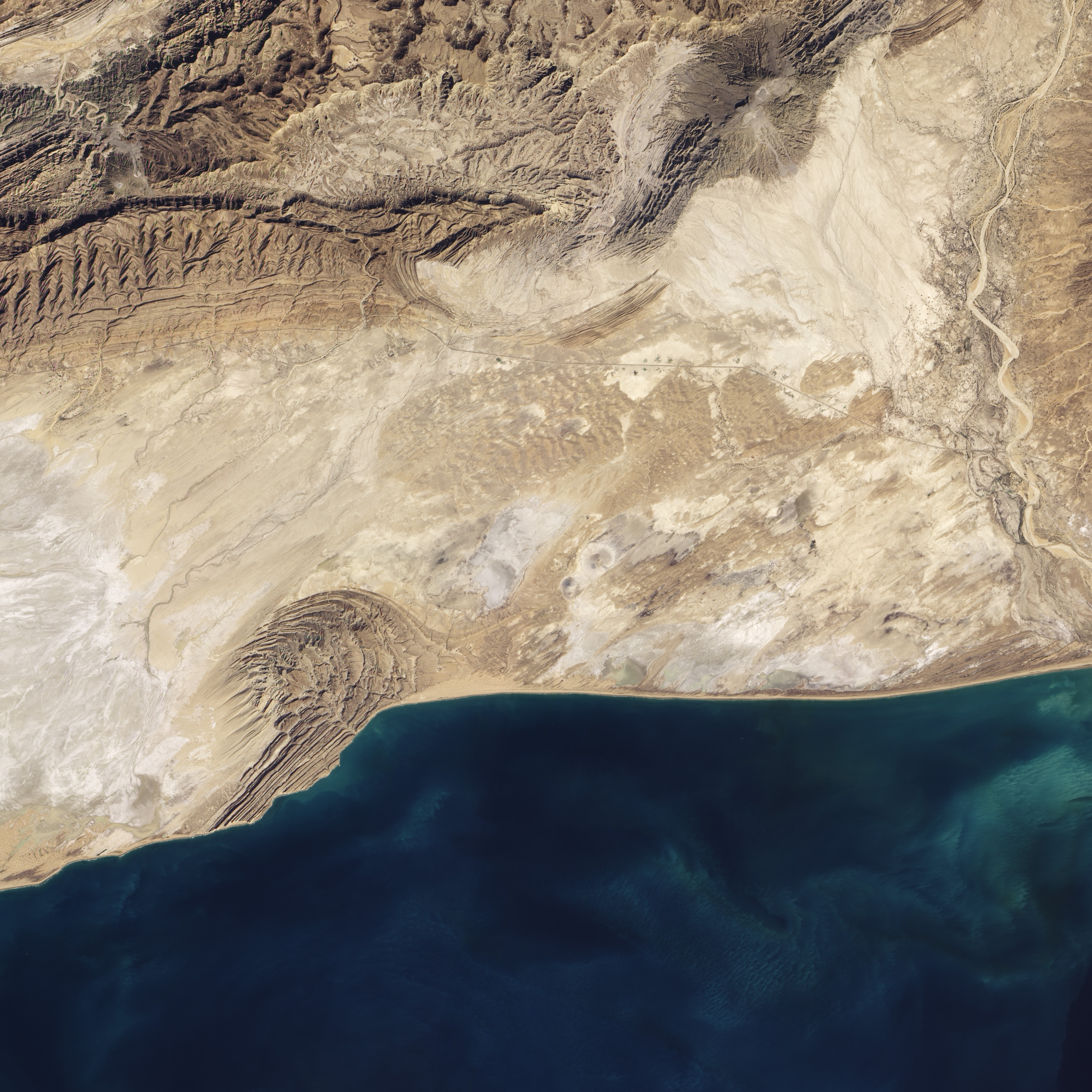
Immagine satellitare di vulcani di fango in Pakistan
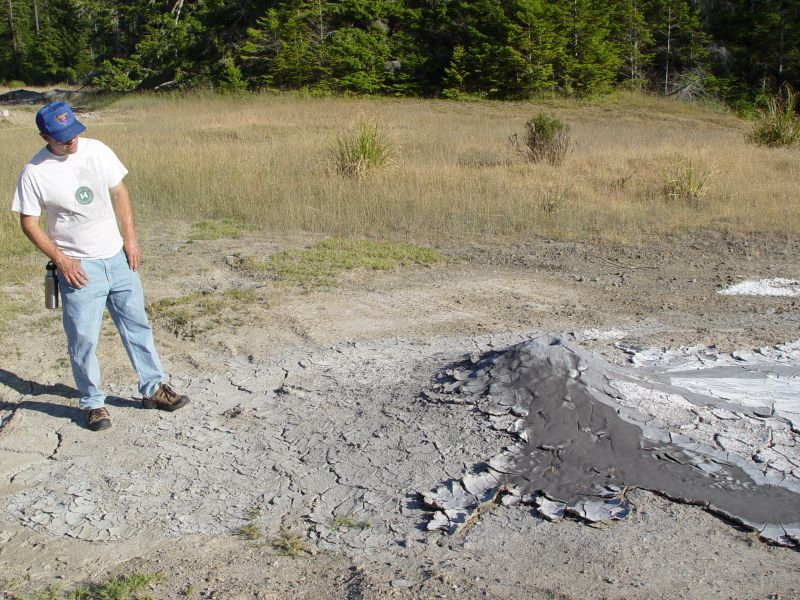
Uno dei circa 15 vasi di fango vicino a Fort Bragg, in California
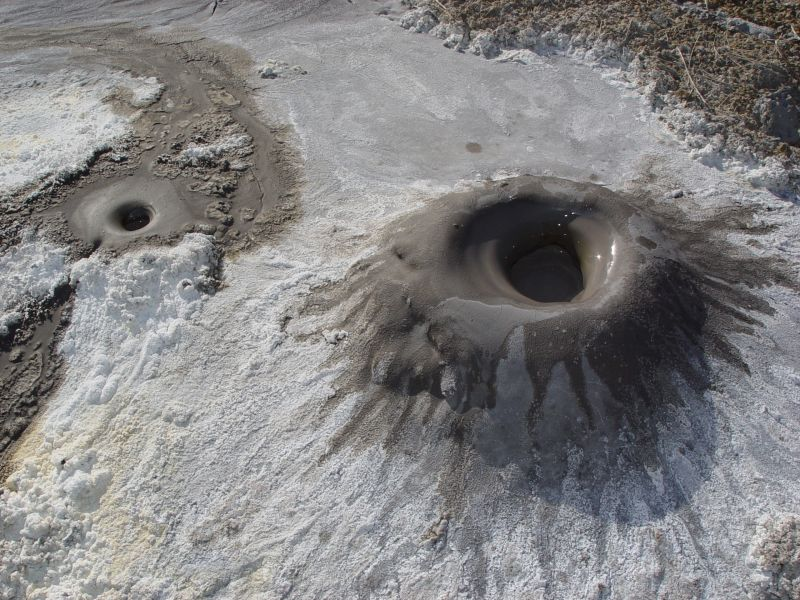
Un cono di un vulcano di fango a Glenblair in California
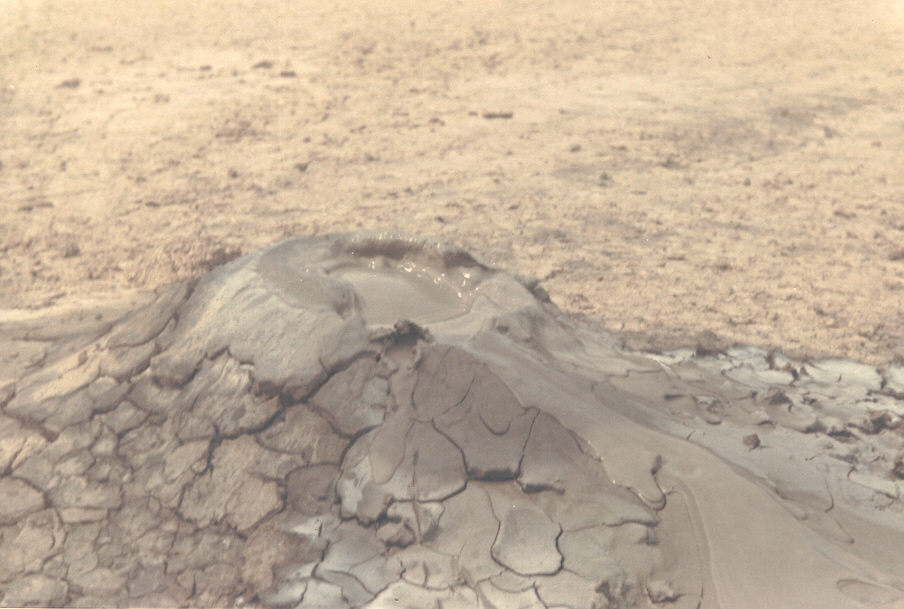
Yagrumito: Vulcani di fango a Monagas in Venezuela